# Франц Јозеф Гал
Франц Јозеф Гал (1758—1828) био је немачки физиолог и аутор прве целовите теорије која доводи у везу психичке функције са њиховом биолошком основом. Према његовој јасно формулисаној локализационистичкој теорији о организацији можданих функција: „мозак се састоји од већег броја специјализованих органа и сваки од њих је одговоран за посебне менталне способности”. Гал је сматрао да постоје посебне специјализоване мождане структуре одговорне за сваку менталну фунцију, од опажања боја, меморије, нумеричке способности, све до потпуно апстрактних функција попут морала, амбиције, љубави за поезију и сл. Сматрао је да је боља развијеност ових можданих структура последица развијенијих одговарајућих менталних способности. Према Галу увећана мождана структура одражава се даље на облик костију лобање које је окружују, те као крајњи закључак изводи да се прецизним мерењем лобање може утврдити нечија интелектуална способност.